# Pentecoste (Moretto)
La Pentecoste è un dipinto a olio su tela (249 × 167 cm) del Moretto, databile al 1543-1544 e conservato nella Pinacoteca Tosio Martinengo di Brescia.
Il dipinto, valutato positivamente solo a partire dalla critica novecentesca, è testimonianza del passaggio, nell'arte del Moretto, da forme rinascimentali a forme post-rinascimentali, fondendo i vecchi stilemi veneziani con particolari manieristici di scuola bresciana, con un attento utilizzo della luce nei suoi nuovi valori del tardo rinascimento.

## Storia
La tela proviene dalla chiesa di San Giuseppe a Brescia, secondo la testimonianza concorde delle fonti antiche, dove era collocata nella nona cappella di destra. In questa posizione è ricordata fino al 1868, quando il convento viene soppresso per decreto del Regno d'Italia, mentre la chiesa viene chiusa al culto.
Verosimilmente nello stesso anno, la tela viene rimossa, fortunatamente assieme all'ancona lignea originale, e trasferita nella Pinacoteca Tosio Martinengo, dove si trova ancora esposta.

## Descrizione
Il dipinto raffigura la Pentecoste, cioè la discesa dello Spirito Santo sui fedeli che segna la fine delle festività per la Pasqua. Secondo l'impianto canonico, al centro è posta la Madonna circondata dagli Apostoli, tutti quanti colpiti in fronte dai raggi provenienti dallo Spirito Santo che, in forma di colomba, campeggia nella parte alta della tela.
La scena si svolge in un ambiente coperto da una volta a crociera e aperto su tutti e quattro i lati, permettendo di inquadrare, in asse prospettico, un fondale monumentale sullo sfondo del gruppo, del quale si scorge solamente un arco decorato a bugnato lungo una semplice muraglia. Oltre, emergono alcuni alberi e poi il cielo azzurro.

## Stile
Bernardino Faino è il primo a commentare l'opera, nella seconda metà del Seicento, e si limita a dirla "bela pittura et fatta con studio del Moretto". Francesco Paglia, poco dopo, scrive invece che la pala è fatta "con una disposizione così nobile e proportionata, in forma, in colorito et in dissegno; con ordine d'Architettura così congionta al vero [che] pare di Tiziano".
La prima valutazione critica sull'opera si trova nel commento di Joseph Archer Crowe e Giovanni Battista Cavalcaselle del 1871, che trovano il dipinto di mediocre valore, con intonazione scura e figure triviali, simile alla produzione di Giovanni Battista Moroni. Pieno di riserve è anche il giudizio di Gustavo Frizzoni del 1889, chiaramente influenzato dal Cavalcaselle, in cui si legge che nel dipinto "si nota una certa pesantezza, sia nelle forme, sia nel colorito, una intonazione rossastra nell'incarnato delle figure alquanto ordinarie, da rammentare [...] lo scolaro del Moretto, il bergamasco Giovan Battista Moroni". Il Frizzoni avanza poi l'ipotesi, non più ripresa dalla critica successiva, di una reale partecipazione del Moroni nell'esecuzione dell'opera. Stessa cautela si trova nella valutazione di Pietro Da Ponte del 1898, secondo il quale "la scena prospettica dell'architettura ed anche delle figure è ben fatta, e di queste alcune sono anche belle, fra le altre la figuretta della Madonna e quella del primo apostolo a destra, seminudo in breve tunica bianca. Ma nel complesso il quadro manca di trasparenza, forse perché cresciuto di tono, e non è molto simpatico".
Per Roberto Longhi (1929), invece, il dipinto riveste importanza all'interno della ricerca dei precedenti di Caravaggio, notando come il Moretto, dopo l'Assunzione della Vergine del 1526 in Duomo vecchio, ricorra a strutture architettoniche mutuate da Giovanni Bellini e Cima da Conegliano, "ma indifferente ormai a quel rigore costruttivo, si serve di quell'impalcatura votiva per giocarvi entro nuovi effetti di illusionismo intenso, tipicamente lombardo, ottenuto non già con il mistero della vecchia prospettiva ma con una illuminazione più radente e con invenzioni di forme che, per così dire, fuoriescono improvvisamente dal tracciato del quadro. [...] Ecco nella Pentecoste l'ombra che riga per tre volte il pavimento marmoreo; ecco i due apostoli in primo piano, anzi parte fuori dal primo piano, appoggiati al di qua del pilastro estremo; per di più ostentando, contro il decoro, le piante dei piedi scalzi".
Più serena è la visione del dipinto formulata da Fausto Lechi e Gaetano Panazza nel 1939, che trovano fuori luogo la severità della precedente critica: secondo i due studiosi, nella tela "sono veramente ammirevoli l'ambiente innanzi tutto, che ricorda quello della Pentecoste di Tiziano nella basilica di Santa Maria della Salute in Venezia, quel bell'atrio elegante e luminoso, con quei lembi di cielo limpido sullo sfondo e poi, tra le figure, quella della Madonna, quella di san Giovanni a lei vicino e sopra tutte quella poderosa del primo apostolo a destra, dalla tunica bianco-argentea".
Il primo studioso ad avanzare ipotesi per la datazione è György Gombosi nel 1943, il quale propone una collocazione agli anni Venti del secolo, subito dopo la pala di Sant'Eufemia, per via della "composizione a baldacchino" in auge in Lombardia in quel periodo. Di parere opposto è Camillo Boselli nel 1954, il quale data l'opera tra il 1540 e il 1544, anno segnato sulla Cena in casa di Simone il fariseo al Museo diocesano di Venezia, assimilandola a quel gruppo di pale in cui si manifesta, nell'arte del Moretto, il passaggio da forme rinascimentali a forme post-rinascimentali. Secondo il Boselli, nel dipinto "la composizione tizianesca viene completamente annullata da fatti bresciani così volutamente evidenti da meravigliarci come il pittore sia riuscito ad equilibrare poi il quadro". Anche il Boselli, comunque, trova fuori luogo il giudizio negativo dei critici ottocenteschi "giacché l'opera [...] ha una sua importanza poetica oltreché filologica. Poetica perché riassume in sé i due momenti, quello bresciano e quello veneziano per l'ultima volta, momenti poi che nella Cena in casa del fariseo si scinderanno nei due quadri di Venezia e di Brescia, rendendo più evidente, e questo non solo per la necessaria contrazione, l'armonioso contrasto fra le due forme, filologica perché ci permette di penetrare passo passo dalle forme precedenti a quelle successive".
Il critico analizza poi i valori della luce, notando che "siamo oramai nel campo incontrastato della luce nuova, una luce che fa da padrona e crea di sé, o meglio col proprio io, l'ombra, le masse corporee e architettoniche. Una luce, però, ed un'ombra fredde e ferme che appunto in queste due qualità si oppongono a quelle dell'ultimo Tiziano o del Tintoretto che riuscivano, per altre vie, a raggiungere lo scopo che pare si sia prefissa la pittura veneziana e veneta della fine del secolo. Ed è per questo che la Pentecoste della Tosio ci permette di valutare a cosa era ridotto ormai il fatto veneziano nella pittura del tardo Moretto, a nient'altro [...] che un complesso di circostanze civili, una occasione di fasto, di cerimoniosa simmetria, di grazia ornamentale, dal disporsi dei personaggi fino alla trasformazione della natura vegetale quasi, in un intellettuale giardino: modo di vita che non impegna necessariamente l'arte".
Gaetano Panazza, nel 1968, ribadisce il 1543 o 1544 come datazione all'opera, nonostante il problema della cornice che, come detto, si è conservata originale. Questa, secondo tradizione, è infatti attribuita a Stefano Lamberti, morto però nel 1538, cosa che farebbe retrodatare la tela. Il Panazza si dimostra comunque contrario a questa azione, ascrivendo fermamente il dipinto alla tarda maturità del Moretto. In questo caso, la cornice diventerebbe un prodotto di bottega, comunque molto valido.